# خوسيه ماريا ميلو
خوسيه ماريا ديونيسيو ميلو أورتيث (بالإسبانية: José María Melo)‏ عسكري وسياسي كولومبي، وُلد في تشبارال، توليما في كولومبيا في 9 أكتوبر 1800، والتي كانت في هذه اللحظة تشكل جزءًا من التاج الإسباني لغرناطة الجديدة. يُعد واحدًا من سكان بيخاوس الأمريكين الأصلين. وهو ابن كل من مانويل أنطونيو ميلو وماريا أنطونيا أورتيث، وتربى في إيباغيه. كان رئيسًا لغرناطة الجديدة خلال ثورة 1854. وتُوفي في لا ترينيتاريا بالمكسيك في 1 يونيو 1860.